# Меренра II
Меренра II Немтіемсаф — давньоєгипетський фараон з VI династії.

## Життєпис
Був сином фараона Пепі II й цариці Нейт, братом і чоловіком цариці Нітокріс (Нейтікерт).
Туринський царський папірус відводить Меренрі II 1 рік і 1 місяць правління. Манефон також казав про один рік правління цього фараона, називаючи його Ментесуфісом. Важко сказати, що стало причиною такого короткого правління: можливо, Меренра II помер через хворобу (могло позначитись і те, що його батько правив 94 роки, і Меренра сам уже був немолодою людиною, прийнявши престол), однак припускають, що його вбили в результаті державного перевороту.

## У культурі
Короткий час правління Меренри II став основою роману «Фараон і наложниця» єгипетського письменника Наґіба Махфуза.